# 福山環状道路
福山環状道路（ふくやまかんじょうどうろ）は、一般県道津之郷山守線（福山西環状線）と既存の国道182号線（福山東環状線）、486号（福山北環状線）により構成される地域高規格道路であり、倉敷福山道路と一体となって福山都市圏の外郭を形成し、中核都市である福山市の拠点性を高める環状道路のこと。

## 路線
福山環状道路は東西北の3区間に分割されている。
南側は倉敷福山道路。

### 福山西環状線
福山西環状線
福山市の瀬戸町と駅家町を結ぶ広島県道463号のバイパスである。
福山市瀬戸町地頭分の国道2号赤坂バイパスから、山手赤坂線、芦品広域農道、一般県道柞磨駅家線を経由し、福山市駅家町近田の国道486号に至る。本路線は、国道2号と国道486号を連絡し、南北方向の交通処理を分担するとともに、都市部へ集中する交通の分散を図り、福山市内の交通混雑の緩和と府中市を中心とする内陸部地域との連絡を強化する役割を担う。駅家町周辺では工事が進んでおり用地取得率は約98%に対し、瀬戸町周辺では用地買収が進んでおらず用地取得率は約0.2%にとどまる。開通予定年度は未定。

#### 概要
- 事業主体：広島県
- 起点：福山市地頭分
- 終点：福山市駅家町近田
- 延長：8.9 km
- 規格：第1種第4級（自動車専用道路）
- 道路幅員：19.5 m
- 車線幅員：3.5 m
- 車線数：完成4車線（暫定2車線）
- 設計速度：80 km/h

#### 歴史
- 1998年（平成10年）6月-地域高規格道路の計画路線に指定。
- 1998年（平成10年）12月-地域高規格道路の整備区間に指定。（福山西環状線 8.9 km）
- 2000年度（平成12年度）-都市計画決定。
- 2001年度（平成13年度）-各種調査・詳細設計など。
- 2017年度（平成29年度）-大橋北IC-近田出入口間の工事着手。

#### インターチェンジ
| 施設名           | 接続路線名             | 起点から (km) | 備考                        | 所在地 | 所在地   |
| ---------------- | ---------------------- | ------------- | --------------------------- | ------ | -------- |
| (仮称)瀬戸JCT    | 国道2号 福山道路       | 0.0           | 事業中                      | 福山市 | 瀬戸町   |
| (仮称)瀬戸北IC   |                        |               | 事業中 駅家町方面出入口のみ | 福山市 | 瀬戸町   |
| (仮称)津之郷IC   | 山手赤坂線             |               | 事業中 駅家町方面出入口のみ | 福山市 | 津之郷町 |
| (仮称)大橋南IC   | 芦品広域農道           |               | 事業中 瀬戸町方面出入口のみ | 福山市 | 駅家町   |
| (仮称)大橋北IC   | 一般県道柞磨駅家線     |               | 事業中 駅家町方面出入口のみ | 福山市 | 駅家町   |
| (仮称)近田出入口 | 国道486号 福山北環状線 | 8.9           | 事業中                      | 福山市 | 駅家町   |

### 福山北環状線
福山北環状線
国道486号の福山市駅家町近田東交差点付近から福山市神辺町十九軒家北交差点までの区間のことである。

### 福山東環状線
福山東環状線
国道182号の福山市神辺町十九軒家北交差点から国道2号福山道路(仮称)手城ICまでの区間のことである。

## 整備効果[10]
福山都市圏の道路交通状況は、東西の軸である国道2号及び南北の軸である国道182号、313号に集中しており、都心部周辺で慢性的な渋滞を引き起こしている。そのため、高速性・定時制を持った福山環状道路が整備されると、このような都心部への交通の円滑化が図られ、都市圏の交通混雑緩和に寄与する。さらに、備後都市圏における北西部の中心都市である府中市と福山市中心部が約30分で連絡されるとともに、都市内拠点の連携強化が図られる。